# Wybory parlamentarne w Szwecji w 2022 roku
Wybory parlamentarne w Szwecji w 2022 roku – odbyły się 11 września 2022 roku. Spośród 7 775 390 uprawnionych do głosowania w wyborach wzięło udział 6 547 625 osób, czyli frekwencja wyniosła w przybliżeniu 84,21%. Choć formalnie największą liczbę głosów ze wszystkich partii zdobyła Szwedzka Socjaldemokratyczna Partia Robotnicza, zwycięstwo odniósł prawicowy blok składający się z partii dotychczas opozycyjnych, w skład którego weszły następujące ugrupowania: Umiarkowana Partia Koalicyjna, Szwedzcy Demokraci, Chrześcijańscy Demokraci, Liberałowie. 

## Wyniki wyborów

Podział mandatów w Riksdagu

## Wyniki wyborów[3]
| Partia polityczna | Partia polityczna                              | Głosy     | %     | Mandaty | Zmiana |
| ----------------- | ---------------------------------------------- | --------- | ----- | ------- | ------ |
|                   | Szwedzka Socjaldemokratyczna Partia Robotnicza | 1 964 474 | 30,33 | 107     | +7     |
|                   | Szwedzcy Demokraci                             | 1 330 325 | 20,54 | 73      | +11    |
|                   | Umiarkowana Partia Koalicyjna                  | 1 237 428 | 19,10 | 68      | -2     |
|                   | Partia Lewicy                                  | 437 050   | 6,75  | 24      | -4     |
|                   | Partia Centrum                                 | 434 945   | 6,71  | 24      | -7     |
|                   | Chrześcijańscy Demokraci                       | 345 712   | 5,34  | 19      | -3     |
|                   | Partia Zielonych                               | 329 242   | 5,08  | 18      | +2     |
|                   | Liberałowie                                    | 298 542   | 4,61  | 16      | -4     |
|                   | Pozostałe partie                               | 100 076   | 1,54  | 0       | –      |
|                   | Razem                                          | 6 535 271 | 100   | 349     | –      |